# Hans Ludwig (Radsportler)

Hans Ludwig (1908)

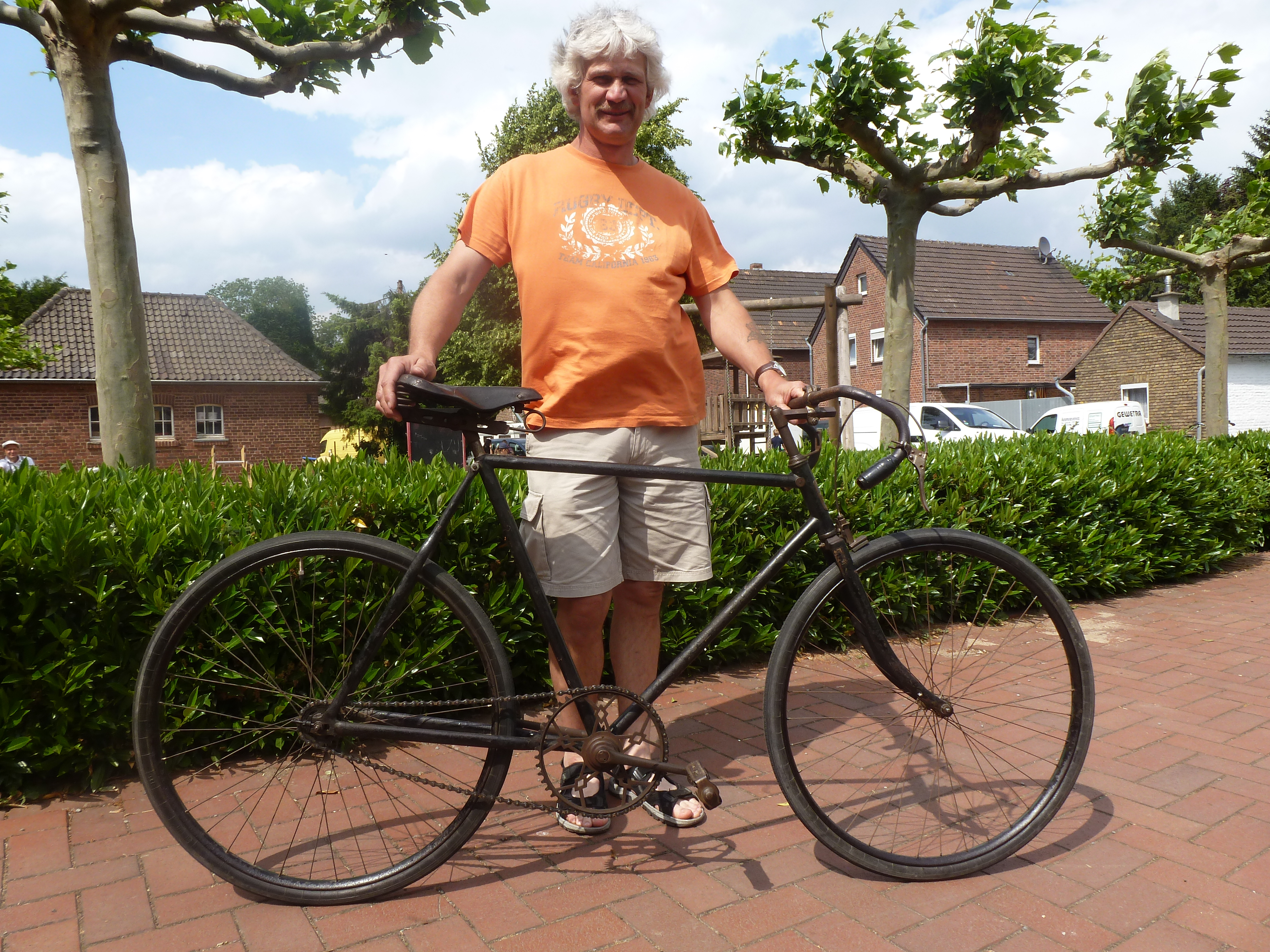
Mit einem solchen Opel-Rad bestritt Ludwig das Rennen Wien-Berlin (im Besitz von Sammler Gerd Jajschik)

Hans Ludwig (* 27. Januar 1885 in Danzig; † 4. Juni 1964 in Oberursel) war ein deutscher Radrennfahrer.
Hans Ludwig gehörte zu den erfolgreichen deutschen Straßenfahrern aus der Zeit vor dem Zweiten Weltkrieg und war der größte Konkurrent von Erich Aberger. Seine Spezialität waren lange Distanzfahrten. 1908 gewann er die zweite Auflage der Distanzradfahrt Wien–Berlin. Rund 300 Kilometer davon fuhr er vor dem Feld und kam mit 16 Minuten Vorsprung in Berlin auf dem Tempelhofer Feld an. 1909 gewann er das Eintagesrennen Rund um Frankfurt. 1911 gewann er die Gesamtwertung von Quer durch Deutschland, einem Vorgänger der Deutschlandrundfahrt. 1915 wurde er Dritter bei Rund um Berlin.
1911 gewann Ludwig zudem das Sechstagerennen von Mainz gemeinsam mit Jean Rosellen.
Bei einem Unfall, Datum und Art unbekannt, verlor Hans Ludwig ein Auge und fuhr fortan Radrennen mit einer Augenklappe.
1914 trat Ludwig vom aktiven Radsport zurück, betätigte sich fortan an als Erfinder und entwickelte u. a. die Komet-Freilaufnabe.